# Janina Strzembosz
Janina Strzembosz (ur. 31 sierpnia 1908 we Lwowie, zm. 21 grudnia 1991 w Krakowie) – polska tancerka, choreograf, pedagog, publicystka, pianistka, dyrygent, reżyserka. Jedna z najwybitniejszych postaci polskiego tańca w XX wieku, uczennica Isadory Duncan. Wychowała kilka pokoleń tancerzy choreografów i instruktorów tańca.

## Życiorys
Janina Strzembosz pochodziła z polskiej rodziny ziemiańskiej. Ojciec, Marian Strzembosz ukończył prawo na Uniwersytecie Jagiellońskim oraz malarstwo u Franza von Lenbacha w Monachium zostając w 1900 roku członkiem „Kunstvereinu”, gdzie od tej pory stale wystawiał obrazy, głównie portrety. Matka, Helena z Cieńskich Strzemboszowa, pianistka, uczennica Edvarda Griega, pochodziła z polskiej arystokracji i z rodziny artystycznej. Babka ze strony matki, Malwina z Malczewskich Cieńska była zdolną pianistką, uczennicą Ferenca Liszta.
Życiowe Losy Janiny Strzembosz splecione były z muzyką, teatrem i tańcem. Przez monachijski salon jej rodziców przewinęła się plejada znakomitości świata artystycznego, m.in.: Eleonora Duse, Richard Strauss, Bruno Walter, Siegmund von Hausegger, Robert Heger, Józef Brandt, Gabriele d'Annunzio, Edward Gordon Craig, Felix Weingartner, ks. Józef Umiński, Ferrucio Busoni, książę Feliks Jusupow, Eugéne d'Albert, Alban Berg, Hermann Hesse, Selma Lagerlof.
Młodość Janina Strzembosz spędziła w Monachium, gdzie otrzymała staranne wykształcenie klasyczne i ukończyła Konserwatorium oraz Kurs koncertowy w zakresie pianistyki. Od 1913 roku była uczennicą Isadory Duncan. Przez lata szkolne uczyła się u niej zarówno w Monachium, w Zurychu, Berlinie, Florencji, Paryżu, Monte Carlo. Otrzymała jako jedna z niewielu uczennic świadectwo ukończenia szkoły Isadory Duncan. Ponadto w Monachium uczyła się rytmiki w Zakładzie dr Rudolfa Bode, tańca klasycznego w Studio Very Ornelii – Lucy Kieselhausen, tańca gestycznego w szkole Franciszki Zwingmann oraz gry aktorskiej i reżyserii u Maxa Reinhardta w Wiedniu. Bywała na kursach Mary Wigman w Dreźnie, Rudolfa von Labana w Berlinie, Haralda Kreuzberga w Wiedniu.
Po wojnie zamieszkała w Krakowie. W latach 1946–48 pracowała w Państwowej Szkole Teatralnej im. Ludwika Solskiego w Krakowie (wówczas Państwowej Szkole Dramatycznej), jako nauczycielka ruchu scenicznego i plastyki tanecznej, zaangażowana przez Juliusza Osterwę, który powiedział: „Będziemy mieć Isadorę Duncan u siebie w szkole”. W 1947 roku, pomimo wielu przeciwności, założyła Instytut Choreograficzny będący filią Ludowego Instytutu Muzycznego w Łodzi, który niestety z przyczyn finansowych upadł w 1951 roku.
Wszechstronne umiejętności i rozległa wiedza pozwoliły jej nawiązać współpracę z instytucjami artystycznymi Krakowa takim jak Stary Teatr, Teatr im. Juliusza Słowackiego, Teatr Groteska, Teatr Młodego Widza, Krakowskie Towarzystwo Operowe.  Od 1949 pracowała w Wojewódzkim Domu Kultury Związków Zawodowych, późniejszym Krakowskim Domu Kultury w Pałacu „Pod Baranami”, gdzie prowadziła Klub Instruktora – Choreografa oraz Kursy Kwalifikacyjne pod patronatem Ministerstwa Kultury i Sztuki.
Działała także w latach 1977-1981 w Studium Tanecznym, gdzie pracowała z zespołem tańca dramatycznego „Mimus”, dla którego przygotowała przedstawienia: „Poprzez wieki”, „Suita tańców historycznych XVI wieku”, „Otrzęsiny drukarskie”. Pracowała także z zespołem tańca historycznego „Ars Antiqua”, z którym w latach 1979-1989 przygotowywała przedstawienia, m.in. „Listy z okresu Romantyzmu”, „Nie masz to, jak król Jan III Sobieski”, „Polonia”, „Przebaczam”, „Tajemniczy uśmiech Mony Lisy”, „Stanisław i Anna Oświecimowie”, „Aleksandro Cagliostro”, „Intryga Królowej (Zygmunt August i Barbara)”.